# Erika Géczi
Erika Géczi (Budapest, 10 de marzo de 1959) es una deportista húngara que compitió en piragüismo en la modalidad de aguas tranquilas.
Participó en los Juegos Olímpicos de Seúl 1988, obteniendo una medalla de plata en la prueba de K4 500 m. Ganó seis medallas en el Campeonato Mundial de Piragüismo entre los años 1982 y 1987.

## Palmarés internacional
| Juegos Olímpicos   | Juegos Olímpicos      | Juegos Olímpicos  | Juegos Olímpicos |
| Año                | Lugar                 | Medalla           | Evento           |
| ------------------ | --------------------- | ----------------- | ---------------- |
| 1988               | Seúl (Corea del Sur)  | Medalla de plata  | K4 500 m         |
| Campeonato Mundial |                       |                   |                  |
| Año                | Lugar                 | Medalla           | Evento           |
| 1982               | Belgrado (Yugoslavia) | Medalla de plata  | K2 500 m         |
| 1982               | Belgrado (Yugoslavia) | Medalla de bronce | K4 500 m         |
| 1983               | Tampere (Finlandia)   | Medalla de plata  | K2 500 m         |
| 1985               | Malinas (Bélgica)     | Medalla de bronce | K4 500 m         |
| 1986               | Montreal (Canadá)     | Medalla de oro    | K4 500 m         |
| 1987               | Duisburgo (RFA)       | Medalla de plata  | K4 500 m         |